# Oldsmobile Toronado
El Oldsmobile Toronado es un gran turismo deportivo producido por General Motors bajo su firma Oldsmobile entre los años 1966 y 1992. Diseñado para competir con el Ford Thunderbird y el propio Buick Riviera de GM, con su nueva versión transaxle de la transmisión turbohidramática de GM, el Toronado es históricamente el primer automóvil de tracción delantera estadounidense desde la desaparición de la marca Cord en 1937.
Utilizó la plataforma E de General Motors, la misma que usó el Buick Riviera y el Cadillac Eldorado, Aunque cada uno tenía un estilo bastante diferente. El trío compartió la plataforma E durante la mayor parte de los 28 años de historia del Toronado.
En la cultura popular, el Panteramobile, el automóvil que usaba la Pantera Rosa, está basado en el Toronado.

## Historia

### Primera generación (1966-1970)

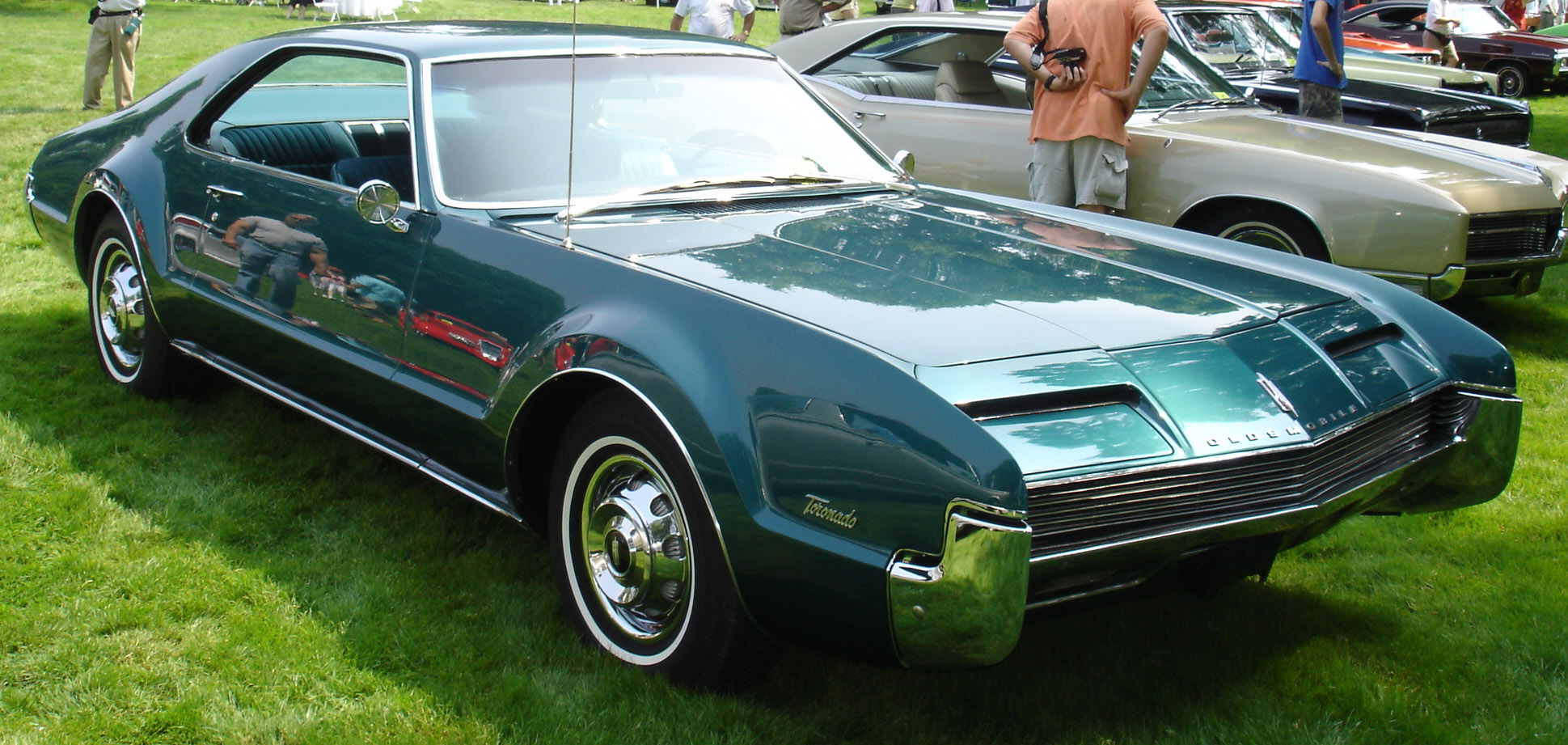
Oldsmobile Toronado de 1966

Cuando se presentó el Toronado, en el otoño de 1965, causó sensación. Se diferenció en muchos aspectos de lo que se ofrecía habitualmente en el mercado estadounidense. En primer lugar, este cupé de lujo se caracterizó por su impresionante carrocería. Además, el automóvil estaba equipado con tracción delantera. Fue el automóvil más grande jamás equipado con tracción delantera, y en los Estados Unidos, el primer automóvil con tracción delantera durante casi 30 años (los últimos fueron los Cord 810 y 812 producidos por la firma Cord, en bancarrota en 1937).
Con el motor V8 de 7.0 litros, alcanzó una velocidad máxima de 217 km/h (135 millas por hora), impresionante en aquel momento. Los escépticos dudaban de que la tracción delantera fuera adecuada para un automóvil grande, pero las pruebas demostraron que el Toronado, en comparación con otros coches estadounidenses de la época, tenía una buena posición en la carretera. Inicialmente, fue muy popular entre los compradores estadounidenses. En 1966 se vendieron más de 40 000 unidades de Toronado. En ese momento era uno de los vehículos técnicamente más impresionantes en el mercado estadounidense. En 1966 se introdujeron las versiones Basic y Deluxe. Las características de la primera serie fueron la parte delantera con rejilla baja, los faros retráctiles y el portón trasero. El automóvil fue propulsado por un motor V8 de 7.0 litros con 385 HP (287 kilovatios) y transmisión automática "Turbo-Hydramatic" con tres relaciones.

### Segunda generación (1970-1978)

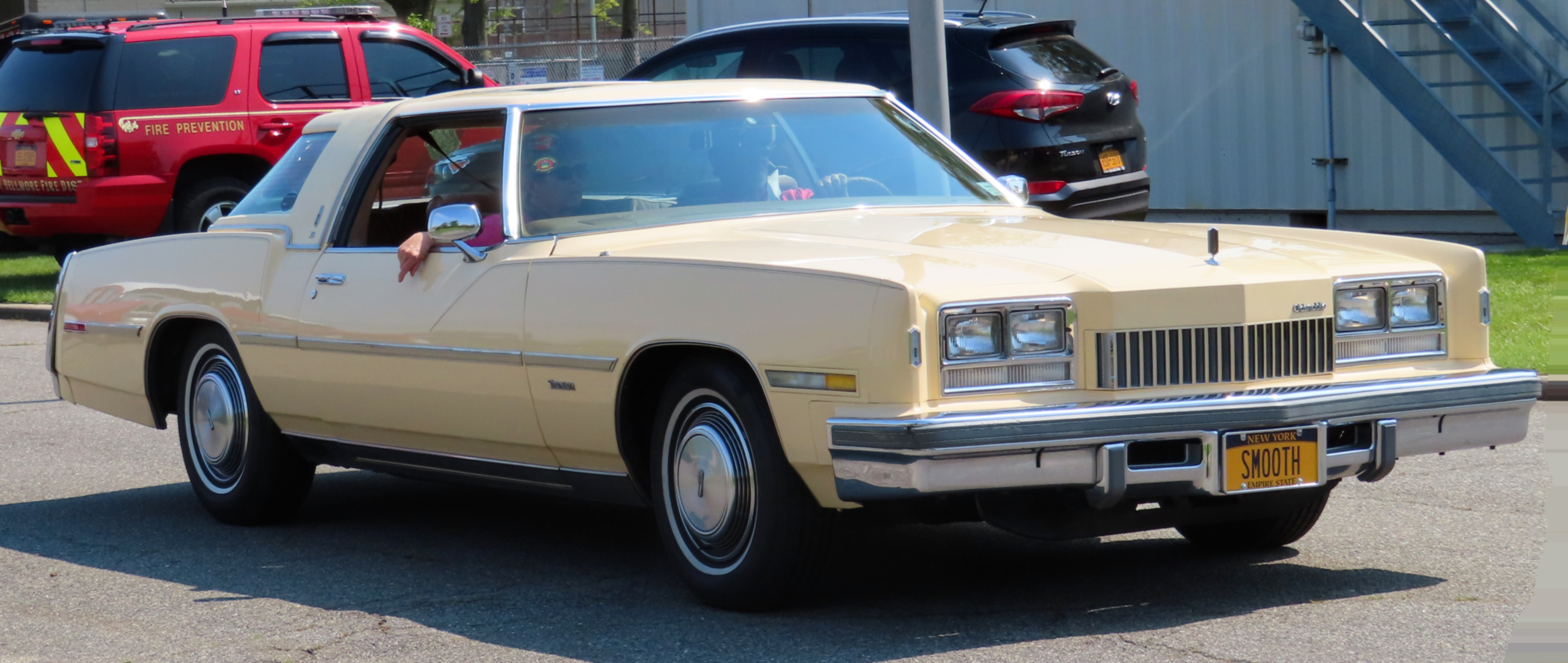
Vista frontal del modelo de 1978

La segunda generación del Toronado tenía un cuerpo de tres volúmenes más convencional con faros expuestos, pero con tracción delantera retenida. Inicialmente se ofreció en la configuración de la base y en la variante más lujos, llamada Toronado Brougham. El automóvil estaba equipado con un V8 de 7.5 litros con potencia reducida a 350 HP (261 kilovatios). En 1972, después de la introducción de la medida de potencia según el estándar SAE, el motor fue declarado por 253 HP (189 kilovatios). En 1973, siguiendo las leyes que entraron en vigor en los EE. UU., el Toronado estaba equipado con parachoques anterior.
A partir del modelo de 1974, también se introdujo el paragolpes trasero; la longitud del automóvil, debido a los parachoques, aumentó en 17 cm (6,7 pulgadas) llegando a 578 cm (227,6 pulgadas). La configuración de Brougham estaba equipada con un techo de vinilo. La potencia del motor se redujo a 233 HP (174 kilovatios). En 1975, la configuración de la Base pasó a llamarse Toronado Custom, mientras que la configuración de Brougham conservó su nombre. Los proyectores dobles redondos fueron reemplazados por otros de forma rectangular. En 1976, la potencia del V8 de 7,5 litros se redujo aún más a 218 HP (163 kilovatios). A partir del modelo de 1977, se introdujo el motor V8 de 3.6 litros con 203 HP (151 kilovatios). La configuración de la Base fue eliminada del rango. En 1978, la potencia de 6,6 litros se redujo a 193 HP (144 kilovatios). Con los modelos de 1977 y 1978, se introdujo una versión especial llamada XSR (en lo sucesivo, XS) con techo solar eléctrico. Oldsmobile produjo 267 000 unidades de Toronado de segunda generación, incluyendo 5166 XS/XSR.

### Tercera generación (1978-1985)

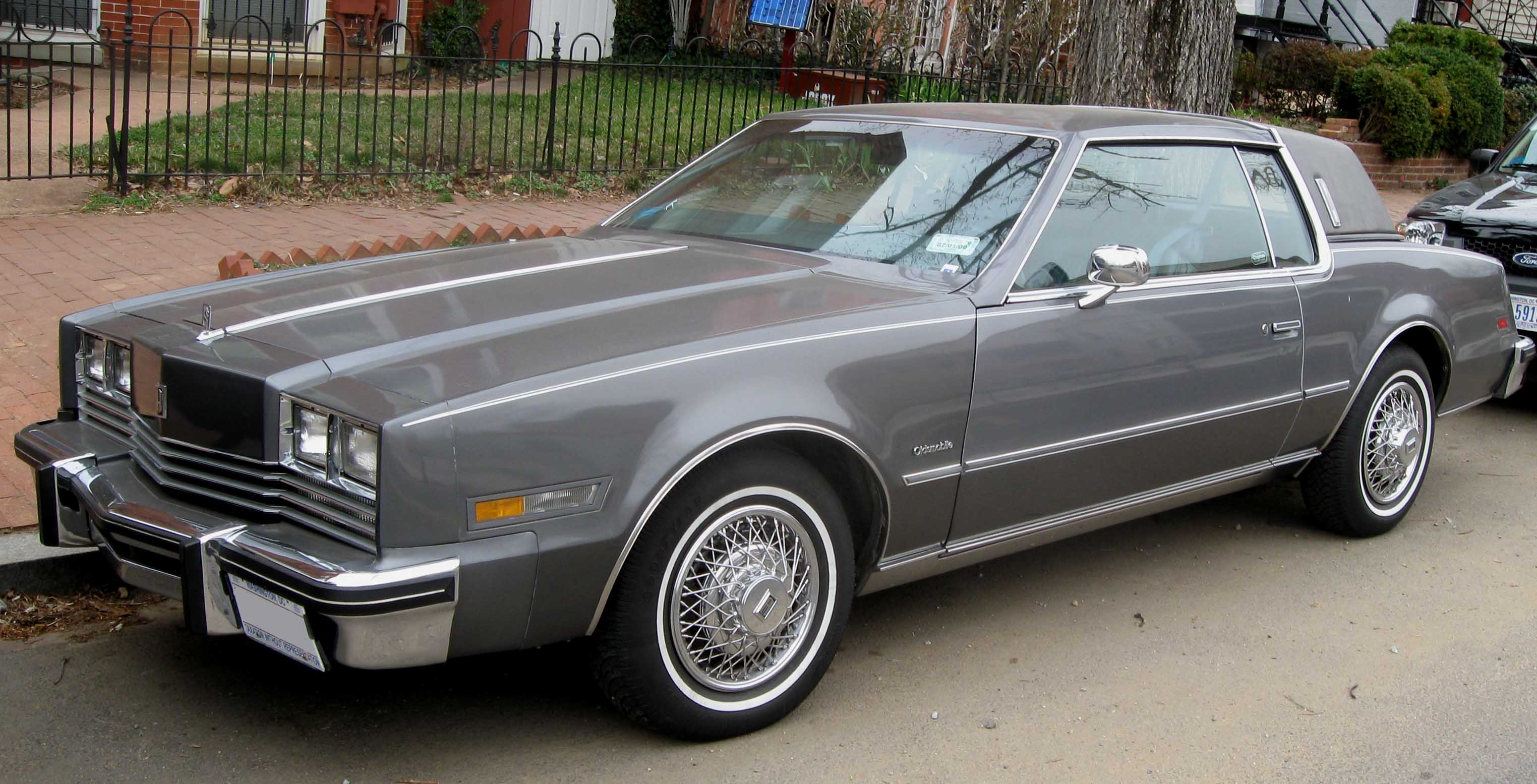
Tercera generación del Toronado

El modelo 1979 fue desarrollado en la llamada plataforma E de General Motors en común con Cadillac Eldorado y Buick Riviera. En comparación con la serie anterior, el nuevo Toronado fue más corto en casi medio metro más cerca de 20 cm (7,9 pulgadas) y más ligero de 400 kg (882 libras). El Toronado fue ofrecido en un solo entorno llamado Brougham; el motor era un V8 de 5.7 litros o, con un recargo, un V8 Diésel.
Para el modelo de 1980, la parrilla del radiador se modificó mediante la introducción de barras transversales cromadas. El motor básico era un V8 de 5,0 litros; a un costo adicional, un V8 de mayor cilindrada y un Diésel estaban disponibles. En 1981, se puso a disposición un motor V6 de 4.1 litros. En 1984 se introdujo un paquete de equipamiento de lujo, por un costo adicional de USD$ 2195, incluyendo novedades como un techo de vinilo del tipo Landau, asientos de cuero y el tablero electrónico. En 1985, el V6 ya no estaba disponible.
De la tercera generación del Toronado se produjeron más de 300 000 unidades.

### Cuarta generación (1985-1992)

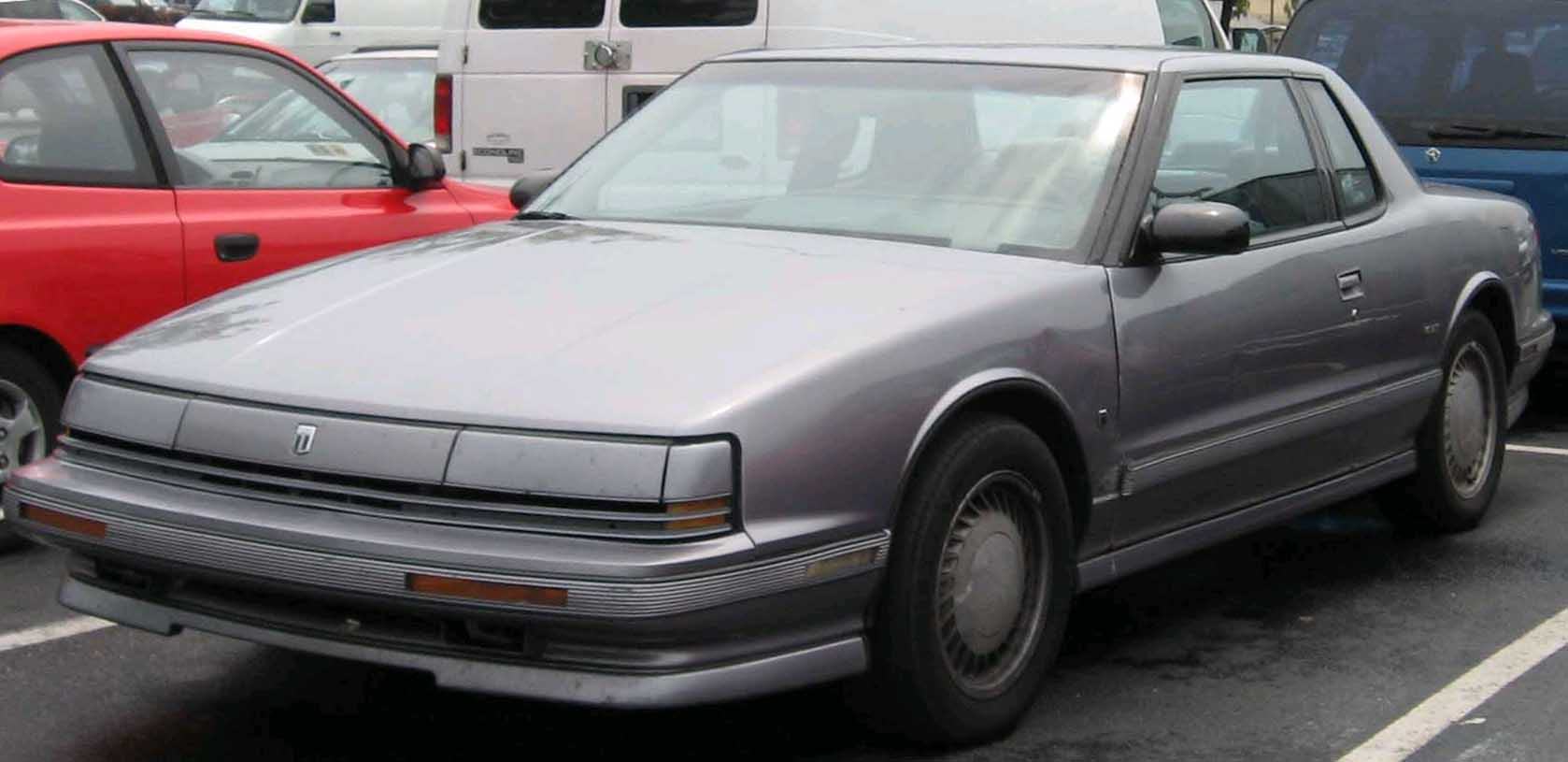
4ª generación

El final del verano de 1985 vio el debut de la última generación del Toronado con una longitud reducida a 4,8 metros (189 plg). Se planeó una versión única, Toronado Brougham, propulsada por un motor V6 de 3.8 litros con transmisión automática de cuatro velocidades. En la primavera de 1986 hubo una versión especial para el vigésimo aniversario del Toronado que se distingue por una pintura especial y numerosos accesorios. Esta generación de Toronado se ha caracterizado por el retorno de los faros retráctiles.
En 1987, el motor V6 fue potenciado 10 HP (7 kilovatios) hasta los 152 HP (113 kilovatios). En la primavera de 1987 apareció el modelo Toronado "Triumph", otra versión especial de impacto deportivo, con rejilla delantera negra, faros antiniebla y faldones laterales. Desde 1988, el Toronado "Triumph" entró en la gama ofrecida regularmente. Al mismo tiempo, la potencia del motor aumentó hasta 167 HP (125 kilovatios).
El modelo de 1990 tenía una longitud de cuerpo completamente nueva de 509 cm (200,4 pulgadas). La razón de esto fue la disminución del consenso en comparación con la serie anterior, ya que la corriente se consideraba demasiado pequeña para un automóvil de clase superior.
En 1991, la potencia del motor se aumentó hasta 172 HP (128 kilovatios) y en 1992 se instalaron de serie ABS y airbags de pasajeros.
La producción de la última serie de Toronado cesó en mayo de 1992 con 86 700 unidades producidas.